# Xatrac menut amazònic
El xatrac menut amazònic o xatrac becgroc (Sternula superciliaris) és una espècie d'ocell de la família dels làrids (Laridae) que habita rius, llacs i estuaris, terra endins d'Amèrica del Sud, des de Colòmbia, Veneçuela i Guaiana cap al sud fins al nord i l'est de Bolívia, el Paraguai, Uruguai i nord-est de l'Argentina.